# 日東薬品工業
日東薬品工業株式会社（にっとうやくひんこうぎょう）は京都府向日市に本社を置く、研究開発型の医薬品メーカーである。
1947年（昭和22年）創業。

## 沿革
- 1933年（昭和8年）8月 - 前身となる葯香社が、工藤豊子により創業[1]。
- 1939年（昭和14年）10月 - 厚生科学研究所に社名変更[1]。
- 1941年（昭和16年）6月 - 合名会社日東保健科学研究所に社名変更[1]。
- 1946年（昭和21年）3月 - 合資会社に改組[1]。
- 1947年（昭和22年）6月 - 稲畑産業社長の稲畑太郎が発起人となり、京都府乙訓郡向日町（現・向日市）に医薬品（ワクチン製造）メーカー日東薬品工業を設立、合資会社日東保健科学研究所を吸収合併した[1]。
- 1954年（昭和29年）4月 - 京都薬品工業が稲畑産業より経営を引き継ぐ[1]。日邦薬品工業と取引開始。
- 1954年（昭和29年）11月 - 整腸消化剤「コンチーム錠」発売[2]。
- 1956年（昭和31年）8月 - 稲畑産業より「強力アタバニン末イナバタラクトミン末」発売。
- 1963年（昭和38年）8月 - 稲畑産業よりドリンク剤「プラスビタン」発売。
- 1971年（昭和46年）8月 - 薬用人参製剤「若甦(じゃっこう)錠」発売。
- 1977年（昭和52年）
  - 3月 - 医薬品の製造及び品質管理に関する基準「GMP（適正製造基準（英語版））」に適合する製剤工場に増改築。
  - 6月 - 「若甦内服液」発売。
- 1981年（昭和56年）6月 - 漢方処方の催眠鎮静薬「ナビゲート顆粒「分包」」発売。
- 1983年（昭和58年）
  - 7月 - 「若甦ハイロイヤル内服液」発売。
  - 11月 - GMPに適合する第2期製剤工場完成。
- 1985年（昭和60年）12月 - 京都府福知山市長田野工業団地に長田野工場開設[3]。
- 1986年（昭和61年）5月 - 藤沢薬品工業（現・第一三共ヘルスケア）と取引開始、滋養強壮剤「昴」のOEM生産を行う[4]。
- 1987年（昭和62年）3月 - 福知山長田野工場第2期増設工事施工。
- 1989年（平成元年）
  - 8月、福知山長田野工場内に薬用酒製造棟完成。
  - 11月、本社新事務所完成。
- 1990年（平成2年）
  - 5月 - 代表取締役社長に北尾哲郎就任。
  - 8月、「若甦インペリアルソフトカプセル」発売。
  - 11月、菌培養棟完成。
- 1995年（平成7年）10月 - 京都府綾部市とよさか町に綾部工場開設[5]。
- 1996年（平成8年）5月 - 「若甦ノンカフェ内服液」発売。
- 1998年（平成10年）5月 - 「若甦参甘黄カプセル」発売。
- 2000年（平成12年）
  - 5月 -「若甦錠S」発売。
  - 10月 - 「若甦内服液G」「若甦ノンカフェ内服液G」発売。
- 2002年（平成14年）
  - 4月 - デルベ社（イタリア）と取引開始。
  - 10月、綾部工場第2製剤棟開設。
- 2004年（平成16年）5月 - 綾部工場菌培養棟開設。
- 2013年（平成25年）8月 - 「キラリスALA」発売。
- 2014年（平成26年）6月 - 「若甦内服液Gゼロ」発売。
- 2015年（平成27年）10月 - ロッテと取引開始。「乳酸菌ショコラ」発売。綾部工場第3製剤棟開設。
- 2017年（平成29年）6月 - 「若甦ノンカフェ内服液Gゼロ」発売。
- 2018年（平成30年）
  - 5月 - 「キラリスALA D-30」発売。
  - 6月 - 神鋼環境ソリューションと取引開始。「キラリスユーグレナパラミロン」発売。
- 2019年（平成31年）3月 - NOSTERバイオ研究所設立。
- 2020年（令和2年）
  - 4月 - 日東薬品工業ホールディングス株式会社設立。
  - 5月 - NOSTER株式会社設立。

## 商品
- 若甦内服液G【第3類医薬品】
- 若甦内服液Gゼロ【第3類医薬品】
- 若甦ノンカフェ内服液G【第3類医薬品】
- 若甦ノンカフェ内服液Gゼロ【第3類医薬品】
- 若甦温【第3類医薬品】
- 若甦温生姜【第3類医薬品】
- 若甦錠S【第3類医薬品】
- 若甦インペリアル内服液α【第3類医薬品】
- 若甦ロイヤルカプセルα【第2類医薬品】
- 若甦インペリアルソフトカプセルα【第2類医薬品】
- 若甦Eカプセル【第3類医薬品】
- 小児用じゃっこう内服液【指定医薬部外品】